# Покрышкино (Весьегонский район)
Покрышкино — деревня в Весьегонском муниципальном округе Тверской области.

## География
Деревня находится в северо-восточной части Тверской области на расстоянии приблизительно 28 км на юг по прямой от районного центра города Весьегонск.

## История
Возрождена карелами-переселенцами в 1630—1650-е годы на месте более древней, но запустевшей одноименной деревни. Дворов (хозяйств) было 18 (1859 год), 22 (1889), 44 (1963), 21 (1993), 13 (2008),. До 2019 года входила в состав Чамеровского сельского поселения до упразднения последнего.

## Население
Численность населения: 101 человек (1859 год), 106(1889), 136 (1963), 30 (1993),, 28 (86 % русские, 14 % карелы) в 2002 году, 11 в 2010.